# Barbara Maćkowiak
Ruta Barbara Maćkowiak z domu Mandelbaum (ur. 30 sierpnia 1932 w Pińsku, zm. 3 czerwca 2021 we Wrocławiu) – polska metrolożka, inżynier elektronik, menedżerka, doktor nauk technicznych.

## Życiorys
Po wejściu Sowietów do Pińska, jej ojciec został aresztowany i wysłany do łagru. W 1940 Barbara została razem z matką zesłana do północnego Kazachstanu, gdzie przez sześć lat uczęszczała do miejscowej szkoły. W 1946 wraz z rodzicami wróciła do Polski, początkowo do Wrocławia, a następnie osiedli w Legnicy. W 1951 zdała maturę w tamtejszym liceum ogólnokształcącym. W szkole średniej uczęszczała na pozalekcyjne zajęcia z angielskiego prowadzone przez byłego żołnierza Armii Andersa. W 1957 ukończyła studia na Wydziale Łączności Politechniki Wrocławskiej.
Po studiach pracowała we wrocławskim oddziale Instytutu Łączności jako specjalistka radiotechniki nadawczej. W 1959 została jedną z pierwszych osób zatrudnionych we Wrocławskich Zakładach Elektronicznych ELWRO. Początkowo była konstruktorką, a od 1961 kierowniczką Działu Przyrządów Elektronicznych, na czele którego stała do 1973. Stworzyła od podstaw Dział Przyrządów Pomiarowych. Odpowiadała za wyposażenie w elektroniczną aparaturę kontrolno-pomiarową dla potrzeb biur konstrukcyjnych oraz konstrukcję i wykonanie specjalistycznych przyrządów niezbędnych w procesie technologicznym produkcji wyrobów finalnych, np. zautomatyzowanych testerów technologicznych potrzebnych do produkcji komputerów ODRA i RIAD (Odra 1003, Odra 1204, Odra 1304, Odra 1305, R-32 i R-34). Brała też udział w konstrukcji urządzeń pomiarowo-kontrolnych. Zajmowała się także negocjowaniem cen i zakupem sprzętu od zagranicznych firm oraz zdobyć dewizy. W karierze znacząco pomagała jej biegła znajomość języka angielskiego. W 1964 wstąpiła do Polskiej Zjednoczonej Partii Robotniczej.
W 1971 na podstawie pracy System metrologiczny w przedsiębiorstwie przemysłowym otrzymała stopień doktora nauk technicznych w zakresie metrologii w Instytucie Metrologii Elektrycznej Politechniki Wrocławskiej. W 1973 ze względu na negatywną opinię Służby Bezpieczeństwa Maćkowiak zabroniono wyjazdów zagranicznych. Odeszła z ELWRO i została kierowniczką Zakładu Prognozowania i Współpracy z Zagranicą Przemysłowego Instytutu Automatyki i Pomiarów (odpowiadała za kontakty z instytucjami z państw RWPG), a w 1977 w Zakładzie Systemów Pilotowych i Sekretarz Naukową w Instytucie Komputerowych Systemów Automatyki i Pomiarów (IKSAiP). Umożliwiono jej ponownie wyjazdy na Zachód. Wystąpiła z PZPR po wprowadzeniu stanu wojennego w 1981. Pod koniec lat 80. prowadziła zespół pracujący nad komputerem osobistym Elwro 801AT. Zaczęła wówczas chorować na depresję. W 1991 przeszła na emeryturę. Kontynuowała jednak pracę w wydzielonym z ELWRO Zakładzie Elektroniki TEL-EKO jako główna specjalistka do spraw marketingu i współpracy z zagranicą. Pracowała tam do 1998, tj. do likwidacji przedsiębiorstwa.
Współautorka monografii poświęconej zakładom ELWRO pt. Polskie komputery rodziły się w ELWRO we Wrocławiu. Rola Wrocławskich Zakładów Elektronicznych ELWRO w rozwoju informatyki w Polsce wydanej w 2017 roku przez Archiwum Państwowe we Wrocławiu.
Pochowana na Cmentarzu Grabiszyńskim we Wrocławiu.

## Życie prywatne
Córka lekarza Jakuba i Miny Mandelbaumów. Matka Małgorzaty. Jedna z bohaterek książki Cyfrodziewczyny. Pionierki polskiej informatyki.